# Philip Potter

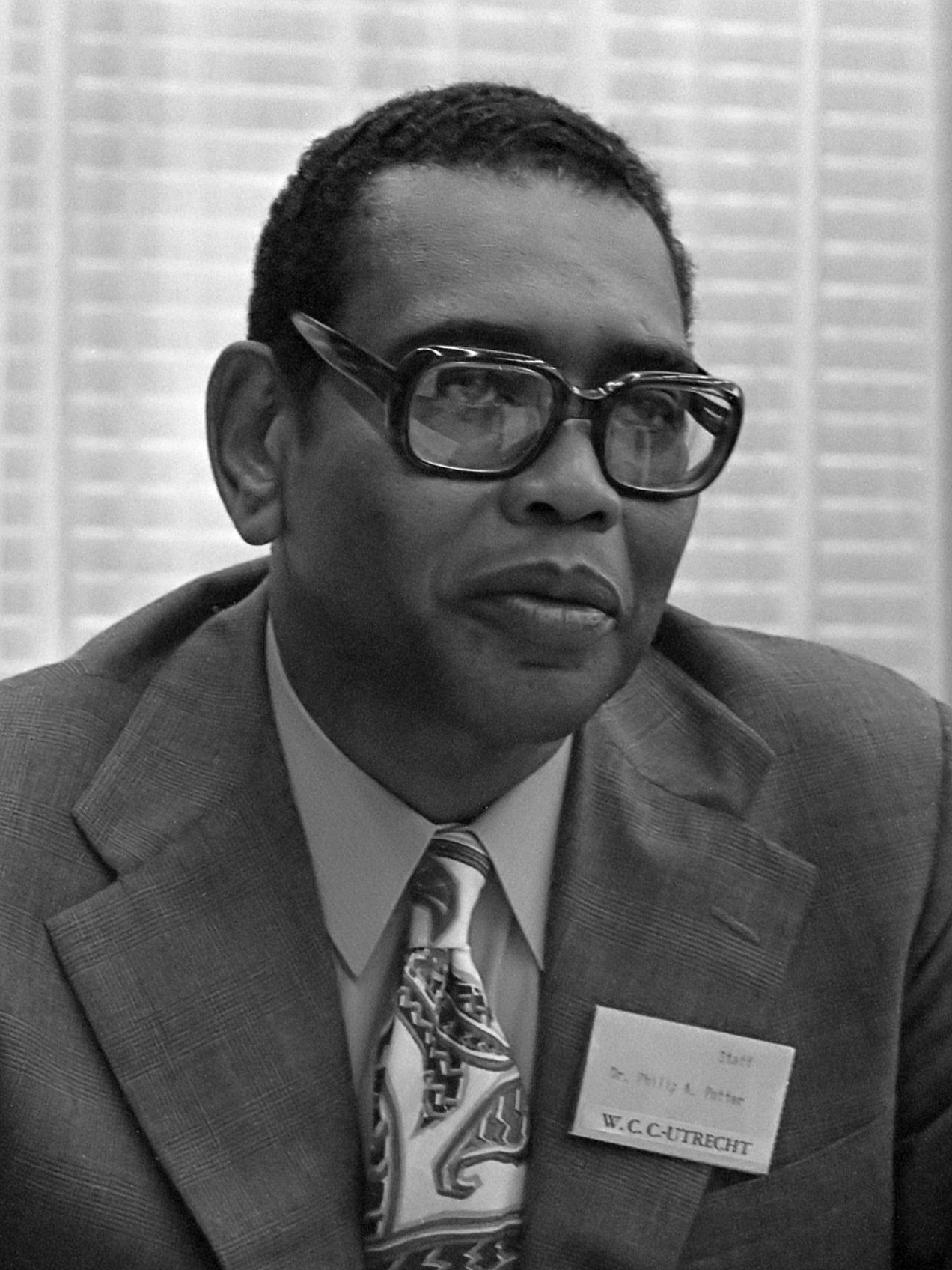
Philip Potter no congresso do CMI em Utrecht (1972)

Philip Alford Potter (19 de agosto de 1921, Roseau, Dominica - 31 de março de 2015, Lübeck, Alemanha) foi um pastor metodista dominicano, líder ecumênico e terceiro secretário-geral do Conselho Mundial de Igrejas (1972-1984).

## Biografia
Nascido em uma família profundamente religiosa, Philip se envolveu na igreja bem cedo. Sob influência de missionários metodistas, se tornou pregador local e foi enviado para o Canewood Theological College na Jamaica; se tornou Secretário de Estudos do Movimento Cristão Estudantil Jamaicano de 1944 a 1947. No final de seu curso, foi estudar na Grã-Bretanha, obtendo bacharelado e mestrado em Teologia no Richmond College da Universidade de Londres.
Enquanto estudava em Londres, foi funcionário da Sociedade Missionária Metodista. Em 1947, participou da delegação dos estudantes cristãos da Jamaica na conferência mundial de 1947, realizada em Oslo (Noruega). Foi ordenado em 1948 e nomeado Secretário no Exterior do Movimento Estudantil Cristão da Grã-Bretanha e Irlanda.
Rev. Potter foi porta-voz da juventude nas duas primeiras assembleias do Conselho Mundial de Igrejas (CMI): em Amsterdã (Holanda) (1948) e Evanston (Estados Unidos) (1954).
Em 1950, retornou às Índias Ocidentais e foi enviado para trabalhar como missionário na ilha de Nevis e com pessoas de língua crioula da zona rural do Haiti.
Em 1954, mudou-se para Genebra (Suíça) para trabalhar no departamento de juventude do CMI. Em 1961, foi requisitado para atuar também na secretaria do departamento das Índias Ocidentais e África Ocidental da Igreja Metodista em Londres e em 1967 foi nomeado diretor da Comissão para Missão Mundial e Evangelismo do CMI; nesse cargo também foi editor da International Review of Mission e depois da Ecumenical Review.
Entre 1960 e 1968, foi presidente da Federação Universal de Movimentos Estudantis Cristãos (WSCF). Foi o primeiro presidente do Fundo Centenário da WSCF de 1993 a 2002; em 2009, a entidade lançou o Fundo Philip Potter para apoiar a liderança juvenil.
Entre 1972 e 1984, foi secretário-geral do Conselho Mundial de Igrejas. Entre as marcas de seu mandato, foi assinado um documento de consenso sobre Batismo, Eucaristia e Ministério e a condução de campanhas contra o apartheid na África do Sul e outras formas de racismo em todo o mundo. Ainda sob sua liderança, o CMI pôs recursos em apoio às lutas contra as ditaduras na América Latina, inclusive em apoio ao projeto Brasil: Nunca Mais.
Rev. Potter recebeu diversos graus honorários, entre os quais: doutorado honorário da Universidade de Hamburgo (1971); doutorado honorário da Faculdade de Teologia da Universidade de Uppsala (1984); doutorado honorário em Divindade da Universidade de Birmingham (1985); doutorado honorário em Ciências Sociais da Universidade da Cidade do Cabo (1996); além de doutorados da Universidade das Índias Ocidentais, da Universidade Humboldt de Berlim e da Universidade de Viena. Entre os prêmios e honrarias que recebeu, foi o quarto destinatário do Prêmio Niwano da Paz (1986), e nomeado para a Order of the Companions of O. R. Tambo, honraria concedida pelo Presidente da África do Sul, por sua contribuição para a paz, justiça, antirracismo e igualdade no mundo (2008).
Potter foi casado com a musicista e compositora Doreen Potter, filha de um pastor metodista jamaicano, falecida em 1980. Casou-se em 1985 com a teóloga alemã Bärbel Wartenberg-Potter.
Após sua aposentadoria, Dr. Potter voltou a morar na Jamaica, atuando como capelão da universidade e professor no United Theological College, com sua esposa. Quando Bärbel foi eleita bispa da Igreja Protestante na Alemanha em 2001, mudou-se com ela para Lübeck.
Philip faleceu de câncer em Lübeck, aos 93 anos.